# UEFA Women's Champions League 2018-2019 - Fase a eliminazione diretta
Questa voce raccoglie un approfondimento sulle gare della fase a eliminazione diretta dell'edizione 2018-2019 della UEFA Women's Champions League.

## Squadre partecipanti
Alla fase a eliminazione diretta partecipano 32 squadre, di cui 20 squadre qualificate direttamente ai sedicesimi e le 12 squadre qualificatesi dal turno preliminare. Le fasce per il sorteggio vengono composte in base al coefficiente UEFA dei club. Nei sedicesimi e negli ottavi di finale non possono essere accoppiate squadre dello stesso Paese. In questa fase le squadre si affrontano in partite di andata e ritorno, eccetto che nella finale.
Teste di serie:
- Olympique Lione (111,740) (DT)
- Wolfsburg (125,390)
- Paris Saint-Germain (84,740)
- Barcellona (80,170)
- Rosengård (77,470)
- Manchester City (57,470)
- Bayern Monaco (52,390)
- Fortuna Hjørring (50,045)
- Chelsea (47,470)
- Brøndby (47,045)
- Slavia Praga (45,550)
- Zurigo (43,890)
- Linköping (41,470)
- Zvezda 2005 Perm' (37,395)
- Glasgow City (35,415)
- Sparta Praga (32,550)

Non teste di serie:
- LSK Kvinner (31,920)
- BIIK Kazygurt (28,920)
- Gintra Universitetas (25,270)
- Atletico Madrid (25,170)
- St. Pölten (23,415)
- Fiorentina (19,385)
- Spartak Subotica (19,285)
- SFK 2000 (14,630)
- Avaldsnes (13,920)
- Rjazan'-VDV (13,395)
- Ajax (13,250)
- Juventus (11,385)
- Žytlobud-1 Charkiv (10,470)
- Þór/KA (9,930)
- Barcelona FA (5,940)
- Honka (3,135)

## Calendario
La UEFA ha fissato il calendario della competizione e gli abbinamenti che saranno necessari nello svolgersi del torneo nella sua sede di Nyon, Svizzera.
| Turno      | Sorteggio       | Andata                                       | Ritorno                                      |
| ---------- | --------------- | -------------------------------------------- | -------------------------------------------- |
| Sedicesimi | 17 agosto 2018  | 12-13 settembre 2018                         | 26-27 settembre 2018                         |
| Ottavi     | 1º ottobre 2018 | 17-18 ottobre 2017                           | 31 ottobre / 1º novembre 2018                |
| Quarti     | 9 novembre 2018 | 20-21 marzo 2019                             | 27-28 marzo 2019                             |
| Semifinali | 9 novembre 2018 | 20-21 aprile 2019                            | 27-28 aprile 2019                            |
| Finale     | 9 novembre 2018 | 18 maggio 2019 alla Groupama Arena, Budapest | 18 maggio 2019 alla Groupama Arena, Budapest |

## Sedicesimi di finale
Il sorteggio degli accoppiamenti per le semifinali si è tenuto a Nyon il 17 agosto 2018. L'andata si è disputata il 12-13 settembre 2018, mentre il ritorno si è disputato il 26-27 settembre 2018.
| Squadra 1            | Totale | Squadra 2           | Andata | Ritorno |
| -------------------- | ------ | ------------------- | ------ | ------- |
| Honka                | 1 - 6  | Zurigo              | 0 - 1  | 1 - 5   |
| Fiorentina           | 4 - 0  | Fortuna Hjørring    | 2 - 0  | 2 - 0   |
| Ajax                 | 4 - 1  | Sparta Praga        | 2 - 0  | 2 - 1   |
| Avaldsnes            | 0 - 7  | Olympique Lione     | 0 - 2  | 0 - 5   |
| Rjazan'-VDV          | 0 - 3  | Rosengård           | 0 - 1  | 0 - 2   |
| Juventus             | 2 - 3  | Brøndby             | 2 - 2  | 0 - 1   |
| SFK 2000             | 0 - 11 | Chelsea             | 0 - 5  | 0 - 6   |
| Atletico Madrid      | 3 - 1  | Manchester City     | 1 - 1  | 2 - 0   |
| Þór/KA               | 0 - 3  | Wolfsburg           | 0 - 1  | 0 - 2   |
| Gintra Universitetas | 0 - 7  | Slavia Praga        | 0 - 3  | 0 - 4   |
| BIIK Kazygurt        | 3 - 4  | Barcellona          | 3 - 1  | 0 - 3   |
| Barcelona FA         | 1 - 2  | Glasgow City        | 0 - 2  | 1 - 0   |
| Spartak Subotica     | 0 - 11 | Bayern Monaco       | 0 - 7  | 0 - 4   |
| St. Pölten           | 1 - 6  | Paris Saint-Germain | 1 - 4  | 0 - 2   |
| Žytlobud-1 Charkiv   | 1 - 10 | Linköping           | 1 - 6  | 0 - 4   |
| LSK Kvinner          | 4 - 0  | Zvezda 2005 Perm'   | 3 - 0  | 1 - 0   |

### Andata
| Arbitro: | Zuzana Valentová |

|                                               |           |            |
| Putellas 45+6’ (aut.) Ikwaput 49’ Gabelia 60’ | Marcatori | 66’ Duggan |

| Arbitro: | Hristiana Guteva |

|  |           |                        |
|  | Marcatori | 90’ (aut.) Belomytceva |

| Arbitro: | Viola Raudziņa |

|  |           |                        |
|  | Marcatori | 3’ Lauder 83’ Crichton |

| Arbitro: | Frida Nielsen |

|  |           |                                                                |
|  | Marcatori | 6’ Bright 22’ Spence 36’ Thorisdottir 87’ Ji So-yun 89’ Engman |

| Arbitro: | Tess Olofsson |

|  |           |                                                                                               |
|  | Marcatori | 12’ Lewandowski 29’, 39’ Roord 64’ (rig.) Magull 82’ Damnjanović 87’ Demann 90+3’ Beerensteyn |

| Arbitro: | Marta Huerta De Aza |

|              |           |                                                          |
| Voronina 70’ | Marcatori | 26’, 60’, 86’ Maanum 48’ Hurtig 74’ Alidou 82’ Rasmussen |

| Arbitro: | Marta Frias Acedo |

|  |           |                     |
|  | Marcatori | 50’ Henry 77’ Majri |

| Arbitro: | Barbara Poxhofer |

|  |           |           |
|  | Marcatori | 60’ Moser |

| Arbitro: | Eszter Urban |

|  |           |            |
|  | Marcatori | 31’ Harder |

| Arbitro: | Meliz Özçiğdem |

|                      |           |  |
| Salmi 47’ Zeeman 55’ | Marcatori |  |

| Arbitro: | Ivana Martinčić |

|               |           |  |
| Mauro 9’, 63’ | Marcatori |  |

| Arbitro: | Rebecca Welch |

|                 |           |                                         |
| Vágó 65’ (rig.) | Marcatori | 4’ Bruun 20’ Diani 86’ Katoto 90’ Dudek |

| Arbitro: | Anastasija Pustovojtova |

|                   |           |                       |
| Bonansea 43’, 84’ | Marcatori | 60’ Sørensen 72’ Gejl |

| Arbitro: | Tanja Subotič |

|  |           |                                      |
|  | Marcatori | 63’, 88’ M. Dubcová 79’ Szewieczková |

| Arbitro: | Maria Marotta |

|                                         |           |  |
| Sønstevold 2’ Kvernvolden 14’ Haavi 80’ | Marcatori |  |

| Arbitro: | Sara Persson |

|            |           |            |
| Robles 89’ | Marcatori | 16’ Bonner |

### Ritorno
| Arbitro: | Ivana Projkovska |

|                                                |           |  |
| Lantz 9’ Angeldahl 11’ Alidou 78’ Almqvist 84’ | Marcatori |  |

| Arbitro: | Justina Lavrenovaite |

|                                      |           |  |
| Guijarro 4’ Torrejón 48’ Martens 90’ | Marcatori |  |

| Arbitro: | Amy Rayner |

|                      |           |  |
| Harder 28’ Masar 66’ | Marcatori |  |

| Arbitro: | Florence Guillemin |

|              |           |  |
| Sørensen 33’ | Marcatori |  |

| Arbitro: | Silvia Domingos |

|                |           |                    |
| Burkenroad 27’ | Marcatori | 50’, 52’ Lewerissa |

| Arbitro: | Elvira Nurmustafina |

|                                                         |           |  |
| Beerensteyn 18’ Damnjanović 53’ Magull 55’ Islacker 64’ | Marcatori |  |

| Arbitro: | Karolina Radzik-Johan |

|                      |           |  |
| Brown 18’ Wieder 75’ | Marcatori |  |

| Arbitro: | Désirée Grundbacher |

|  |           |                   |
|  | Marcatori | 15’, 25’ Clelland |

| Arbitro: | Lina Lehtovaara |

|  |           |                           |
|  | Marcatori | 4’ Meseguer 45+1’ Ludmila |

| Arbitro: | Simona Ghisletta |

|                                                               |           |  |
| Spence 4’ Kirby 31’, 77’ Mjelde 50’ Blundell 86’ Cuthbert 90’ | Marcatori |  |

| Arbitro: | Angelika Soeder |

|  |           |           |
|  | Marcatori | 52’ Haavi |

| Arbitro: | Paula Brady |

|                                          |           |  |
| Kožárová 2’, 28’, 68’ (rig.) Herndon 73’ | Marcatori |  |

| Arbitro: | Petra Pavlikova |

|                                                |           |  |
| Majri 4’ Le Sommer 22’, 31’ Hegerberg 55’, 81’ | Marcatori |  |

| Arbitro: | Ewa Augustyn |

|                             |           |  |
| Katoto 61’ (rig.) Pekel 84’ | Marcatori |  |

| Arbitro: | Eleni Antoniou |

|                                               |           |             |
| Humm 28’, 45+1’, 51’ Moser 55’ (rig.) Sow 64’ | Marcatori | 90’ Rantala |

| Arbitro: | Kulmala |

|  |           |          |
|  | Marcatori | 7’ Freda |

## Ottavi di finale
Il sorteggio degli accoppiamenti per gli ottavi di finale si è tenuto a Nyon il 1º ottobre 2018. L'andata si è disputata il 17-18 ottobre 2018, mentre il ritorno si è disputato il 31 ottobre e il 1º novembre 2018.
Teste di serie:
- Olympique Lione (111,740) (DT)
- Wolfsburg (125,390)
- Paris Saint-Germain (84,740)
- Barcellona (80,170)
- Rosengård (77,470)
- Bayern Monaco (52,390)
- Chelsea (47,470)
- Brøndby (47,045)

Non teste di serie:
- Slavia Praga (45,550)
- Zurigo (43,890)
- Linköping (41,470)
- Glasgow City (35,415)
- LSK Kvinner (31,920)
- Atletico Madrid (25,170)
- Fiorentina (19,385)
- Ajax (13,250)

| Squadra 1   | Totale | Squadra 2           | Andata | Ritorno |
| ----------- | ------ | ------------------- | ------ | ------- |
| Zurigo      | 0 - 5  | Bayern Monaco       | 0 - 2  | 0 - 3   |
| Wolfsburg   | 10 - 0 | Atletico Madrid     | 4 - 0  | 6 - 0   |
| Ajax        | 0 - 13 | Olympique Lione     | 0 - 4  | 0 - 9   |
| Barcellona  | 8 - 0  | Glasgow City        | 5 - 0  | 3 - 0   |
| Linköping   | 2 - 5  | Paris Saint-Germain | 0 - 2  | 2 - 3   |
| Chelsea     | 7 - 0  | Fiorentina          | 1 - 0  | 6 - 0   |
| Rosengård   | 2 - 3  | Slavia Praga        | 2 - 3  | 0 - 0   |
| LSK Kvinner | 3 - 1  | Brøndby             | 1 - 1  | 2 - 0   |

### Andata
| Arbitro: | Eszter Urbán |

|            |           |               |
| Reiten 30’ | Marcatori | 35’ Henriksen |

| Arbitro: | Sandra Bastos |

|  |           |                     |
|  | Marcatori | 42’ Katoto 80’ Wang |

| Arbitro: | Ivana Martinčić |

|                                                             |           |  |
| Hamraoui 12’ Bonmatí 38’ Guijarro 41’ Andressa 68’ Mapi 81’ | Marcatori |  |

| Arbitro: | Pernilla Larsson |

|  |           |                                                    |
|  | Marcatori | 12’ Majri 27’ Bacha 57’ Hegerberg 89’ Christiansen |

| Arbitro: | Esther Staubli |

|                                             |           |  |
| Harder 46’, 67’ Pajor 49’ Graham Hansen 61’ | Marcatori |  |

| Arbitro: | Sara Persson |

|  |           |                                   |
|  | Marcatori | 12’ (aut.) Herzog 31’ Škorvánková |

| Arbitro: | Stéphanie Frappart |

|                  |           |  |
| Carney 9’ (rig.) | Marcatori |  |

| Arbitro: | Amy Rayner |

|                       |           |                                       |
| Utland 22’ Mittag 52’ | Marcatori | 14’ Pincová 37’ Kožárová 57’ Divišová |

### Ritorno
| Arbitro: | Meliz Özçiğdem |

|  |           |                           |
|  | Marcatori | 70’ Sønstevold 78’ Hansen |

| Arbitro: | Katalin Kulcsár |

|                                                                                            |           |  |
| Cascarino 4’, 8’ Renard 17’ Mbock Bathy 22’, 62’, 89’ Hegerberg 57’ Majri 69’ Bronze 90+3’ | Marcatori |  |

| Arbitro: | Petra Pavlíková |

|                                       |           |  |
| Däbritz 42’ Roord 66’ Škorvánková 73’ | Marcatori |  |

| Arbitro: | Lina Lehtovaara |

|  |           |                                                                 |
|  | Marcatori | 24’ Spence 38’, 53’ (rig.), 63’ Kirby 57’ Cuthbert 67’ Bachmann |

| Arbitro: | Riem Hussein |

|                           |           |                         |
| Dudek 30’ Katoto 33’, 50’ | Marcatori | 47’ Oskarsson 71’ Lantz |

| Arbitro: | Anastasia Pustovoitova |

|  |           |                                                                  |
|  | Marcatori | 15’ Popp 46’ Graham Hansen 61’, 65’ Harder 82’ Minde 90+4’ Pajor |

| Praga 1º novembre 2018, ore 18:30 CET | Slavia Praga  | 0 – 0 referto | Rosengård | Eden Aréna\| Arbitro: \| Cheryl Foster \| |
| Arbitro:                              | Cheryl Foster |               |           |                                           |

| Arbitro: | Désirée Grundbacher |

|  |           |                              |
|  | Marcatori | 13’, 51’ Duggan 48’ Putellas |

## Quarti di finale
Il sorteggio degli accoppiamenti per le semifinali si è tenuto a Nyon il 9 novembre 2018. L'andata si è disputata il 20-21 marzo 2019, mentre il ritorno si è disputato il 27 marzo 2019.
| Squadra 1       | Totale | Squadra 2           | Andata | Ritorno |
| --------------- | ------ | ------------------- | ------ | ------- |
| Slavia Praga    | 2 - 6  | Bayern Monaco       | 1 - 1  | 1 - 5   |
| Barcellona      | 4 - 0  | LSK Kvinner         | 3 - 0  | 1 - 0   |
| Olympique Lione | 6 - 3  | Wolfsburg           | 2 - 1  | 4 - 2   |
| Chelsea         | 3 - 2  | Paris Saint-Germain | 2 - 0  | 1 - 2   |

### Andata
| Arbitro: | Rebecca Welch |

|              |           |           |
| Svitková 73’ | Marcatori | 62’ Rolfö |

| Arbitro: | Riem Hussein |

|                                   |           |  |
| Duggan 3’, 24’ Mariona 36’ (rig.) | Marcatori |  |

| Arbitro: | Kateryna Monzul' |

|                          |           |             |
| Le Sommer 11’ Renard 18’ | Marcatori | 64’ Fischer |

| Arbitro: | Ivana Martinčić |

|                           |           |  |
| Blundell 73’ Cuthbert 88’ | Marcatori |  |

### Ritorno
| Arbitro: | Lina Lehtovaara |

|                 |           |                                                  |
| Harder 53’, 56’ | Marcatori | 8’ Marozsán 25’ (rig.) Renard 60’, 80’ Le Sommer |

| Arbitro: | Stéphanie Frappart |

|  |           |            |
|  | Marcatori | 7’ Martens |

| Arbitro: | Sandra Bastos |

|                             |           |             |
| Diani 47’ Berger 56’ (aut.) | Marcatori | 90+1’ Kirby |

| Arbitro: | Monika Mularczyk |

|                                                   |           |              |
| Rolfö 24’ Leupolz 33’ Islacker 41’, 55’ Roord 83’ | Marcatori | 77’ Svitková |

## Semifinali
Il sorteggio degli accoppiamenti per le semifinali si è tenuto a Nyon il 9 novembre 2018. L'andata si è disputata il 21 aprile 2019, mentre il ritorno si è disputato il 28 aprile 2019.
| Squadra 1       | Totale | Squadra 2  | Andata | Ritorno |
| --------------- | ------ | ---------- | ------ | ------- |
| Olympique Lione | 3 - 2  | Chelsea    | 2 - 1  | 1 - 1   |
| Bayern Monaco   | 0 - 2  | Barcellona | 0 - 1  | 0 - 1   |

### Andata
| Arbitro: | Katalin Kulcsár |

|                         |           |              |
| Cascarino 27’ Henry 39’ | Marcatori | 72’ Cuthbert |

| Arbitro: | Jana Adámková |

|  |           |              |
|  | Marcatori | 63’ Hamraoui |

### Ritorno
| Arbitro: | Esther Staubli |

|                        |           |  |
| Caldentey 45+2’ (rig.) | Marcatori |  |

| Arbitro: | Sara Persson |

|               |           |               |
| Ji So-yun 34’ | Marcatori | 17’ Le Sommer |

## Finale
| Arbitro: | Anastasija Pustovojtova |

|                                     |           |             |
| Marozsán 5’ Hegerberg 14’, 19’, 30’ | Marcatori | 89’ Oshoala |